# Plectorhinchus macrospilus
Plectorhinchus macrospilus is een straalvinnige vissensoort uit de familie van grombaarzen (Haemulidae). De wetenschappelijke naam van de soort is voor het eerst geldig gepubliceerd in 2000 door Satapoomin & Randall.